# Зона акумуляції
На льодовику, зоною акумуляції називають ділянку над лінією фірну, де снігові опади накопичуються та перевищують втрати снігу від абляції (танення, випаровування та сублімації). Зону акумуляції ще визначають як частину поверхні льодовика, зазвичай на його підвищеннях, де є чистий прибуток снігу, що згодом перетворюється на фірн, а потім на льодовиковий лід. 